# Elaeocarpus inopinatus
Espèce
Statut de conservation UICN

 VU D2 : Vulnérable
Elaeocarpus inopinatus est une espèce de plantes de la famille des Elaeocarpaceae.

## Publication originale
- Kew Bulletin 49(2): 245. 1994.